# Kanton Barneville-Carteret
Barneville-Carteret is een voormalig kanton van het Franse departement Manche.
Het kanton had aanvankelijk de nam Barneville en viel onder het arrondissement Valognes tot dat in 1926 werd opgeheven en het kanton werd opgenomen in het arrondissement Coutances. In 1963 werd het kanton overheveld naar het arrondissement Cherbourg. In 1964 werd de gemeente Carteret opgenomen in de gemeente Barneville-sur-Mer, waarvan de naam werd aangepast naar Barneville-Carteret. Hierop werd ook de naam van het kanton aangepast. Op 22 maart 2015 werd het kanton opgeheven en werden de gemeenten toegevoegd aan het aangrenzende kanton Les Pieux.

## Gemeenten
Het kanton Barneville-Carteret omvatte de volgende gemeenten:
- Barneville-Carteret, aanvrankelijk Barneville-sur-Mer (hoofdplaats)
- Baubigny
- Fierville-les-Mines
- La Haye-d'Ectot
- Le Mesnil
- Les Moitiers-d'Allonne
- Portbail
- Saint-Georges-de-la-Rivière
- Saint-Jean-de-la-Rivière
- Saint-Lô-d'Ourville
- Saint-Maurice-en-Cotentin
- Saint-Pierre-d'Arthéglise
- Sénoville
- Sortosville-en-Beaumont